# Musicraft
Musicraft Records est un label fondé aux États-Unis à la fin des années 1930.
Le catalogue recouvre différents styles musicaux. Folk, chant, musique classique. Mais c'est le jazz qui lui aura apporté la renommée.
Parmi les principaux artistes de jazz, figurent Sarah Vaughan, le chanteur Mel Tormé,
Dizzy Gillespie, le saxophoniste ténor Georgie Auld, les clarinettistes Artie Shaw et Buddy DeFranco, le pianiste Teddy Wilson et surtout Duke Ellington pour les sessions de l'automne 1946.
D'après la librairie publique de New York, le tout premier enregistrement d'une troupe artistique
est celle du spectacle musical ' The cradle will rock ', écrit et composé par Marc Blitzstein en 1938. À la fin des années 1940, le compositeur et arrangeur Walter Gross fut le producteur artistique principal du label et l'imprésario 'maison'.